# Sune Lundwall
Sune Gustav Lundwall alt. Lundvall, född den 23 juni 1901 i Karlsborg i Västergötland, död den 6 februari 1964 på Kungsholmen i Stockholm, var en svensk jazzmusiker och kapellmästare. Hans instrument var klarinett, saxofon och kontrabas.
Lundwall började sin bana som militärmusiker och studerade en tid vid Kungliga Musikkonservatoriet, men sadlade om till dans- och jazzmusik. 
I maj 1926 tillhörde Lundwall Dick de Pauw and his Royal Dance-Band vid inspelningen av Wait till tomorrow night på skivmärket Polydor, vilket sannolikt är hans första bevarade avtryck i den svenska jazzhistorien. När Egerstams Dansorkester spelade in bland annat en melodi av Jules Sylvain den 14 maj 1927, medverkade Lundvall på tenorsaxofon. 
Tre år senare, 1930, återfanns Lundwall som kapellmästare för Sune Lundvalls Palais Orchestra, bestående av bland andra Gösta Törner, Zilas Görling och Sven Arefeldt. 
1937 framträdde Lundwall med sin egen dansorkester, där bland andra Erik ”Saxjerker” Eriksson och Erik Frank medverkade, den senare på altsax och accordeon. Med denna orkester spelade han på Långedrags restaurang i Göteborg 1937, 1938 och 1940. I en tidningsintervju kallar han dessa år ”den period jag helst minns av min musikerbana”. 
Evergreens som Sweet Sue och Lady be good fanns på repertoaren, men tidsandan hade gjort sig påmind. Andra världskriget var inne på sitt tredje år när Lundvalls orkester den 21 oktober 1941 spelade in den amerikanska beredskapslåten "Kiss the boys goodbye” på en 78-varvs grammonfonskiva.
Sune Lundwall tillhörde 1928 Svenska Paramountorkestern, som detta år besökte London för några inspelningar på skivmärket Columbia. I London fann man att kontrabasen (ståbasen) i stor utsträckning hade ersatt tuban som kompinstrument och man var inte sen att lansera nyheten efter sin hemkomst. Sune Lundwall, som hade akademiska studier på instrumentet, kom därvid att bli den svenska jazzmusikens första kontrabasist och debuten ägde rum på nattklubben Sfinx i Stockholm. Allt enligt Lundwalls egen berättelse i göteborgstidningen Aftonposten, som i en intervju inför hans 50-årsdag midsommarafton 1951 även berättar, att Lundwall medverkade i lanserandet av den så kallade saxtrion, tillsammans med Gustaf Egerstam på restaurang Riche i Stockholm.
Sune Lundwall är begravd på Sandsborgskyrkogården i Stockholm.

## Fotnoter
1. ↑  I offentligheten är vanligaste stavningen Lundwall. Folkbokförd som Lundvall[2]